# 大野清志
大野 清志（おおの きよし、1930年7月14日 - 2007年10月6日）は、日本の臨床心理学者。筑波大学名誉教授（1991年）。従四位瑞宝中綬章。

## 人物
神奈川県生まれ。成瀬悟策（九州大学名誉教授）に師事し、東京教育大学の学生であった1951年に当時心理学科の助手であった成瀬悟策と月曜催眠研究会を立ち上げ、研究会の一員として林茂男（湘北短期大学教授）、高橋良幸（山形大学名誉教授）らと自律訓練法の日本での導入のための研究を行った。
2007年10月6日、大阪大学において日本催眠医学心理学会第53回大会の講演（教育講演Ⅱ：「面接技法におけるクライエントの自己関与について－自己コントロール法－」）を行っていたさなか、突然意識不明となり、午後7時過ぎに搬送先の大阪大学附属病院で息を引き取った。死因は急性大動脈乖離。

## 経歴
- 1953年3月　東京教育大学教育学部卒業。
- 1958年3月　東京教育大学大学院教育学研究科博士課程単位取得退学。
- 1958年4月　東京教育大学教育学部附属養護学校講師。
- 1962年8月　東京教育大学教育学部助手。
- 1965年6月　東京教育大学教育学部附属教育相談研究施設講師。
- 1971年5月　東京教育大学教育学部附属教育相談研究施設助教授。
- 1976年4月　筑波大学心理学系助教授。
- 1978年8月　筑波大学学校教育部助教授。
- 1981年4月　筑波大学学校教育部教授。
- 1987年4月　筑波大学心理学系教授。
- 1989年4月　筑波大学大学院教育研究科カウンセリング専攻教授。
- 1991年3月　筑波大学定年退職。
- 1991年4月　大妻女子大学家政学部児童学科教授。
- 2003年3月　大妻女子大学退職。

## 共編著
- 村田茂共編『脳性まひ児の養護・訓練:動作訓練の実際』慶應通信、1976年。
- 村田茂共編『動作法ハンドブック：初心者のための技法入門』慶應義塾大学出版会、1993年。